# نبض شلل الأطفال

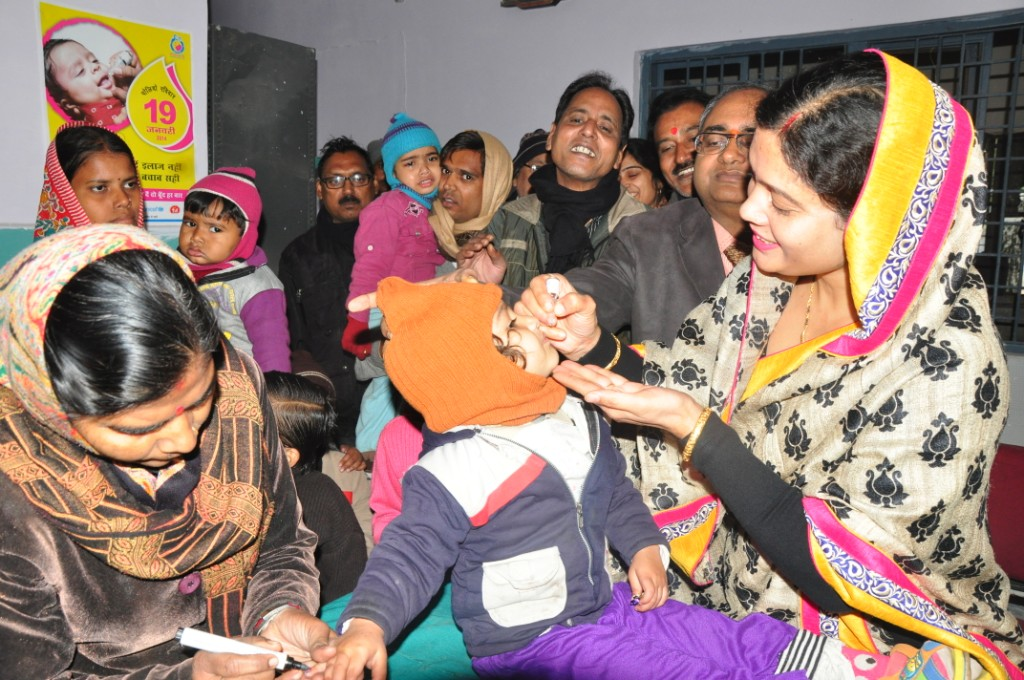
طفل يُطعم في يوم المبادرة في قاليور.

حملة نبض شلل الأطفال هي مبادرة تحصين أطلقتها الحكومة الهندية للقضاء على شلل الأطفال في الهند عن طريق تلقيح جميع الأطفال دون سن الخامسة ضد فيروس شلل الأطفال. يقوم المشروع بمكافحة شلل الأطفال من خلال برنامج تطعيم شامل ومراقبة حالات الإصابة بالمرض. ولاية تاميل نادو كانت أول ولاية في الهند تخلوا من شلل الأطفال بنسبة 100% باستخدام استراتيجية النبض، وقد اعتمدت باقي الولايات الهندية هذه الاستراتيجية في عام 1995.

## التاريخ
بدأت الهند حملة التطعيم ضد شلل الأطفال في عام 1978 من خلال برنامج التحصين الموسع. كان البرنامج غطى البرنامج حوالي 60% من الرضع بإعطائهم ثلاث جرعات من لقاح شلل الأطفال الفموي بحلول عام 1999. أُطلق برنامج التحصين الوطني ليشمل جميع أنحاء البلاد في عام 1985. وأصبح هذا البرنامج جزءًا من برنامج البقاء الآمن للطفل والأمومة في عام 1992 وبرنامج الصحة الإنجابية وصحة الطفل في عام 1997 لذا زادت المناطق التي غطها البرنامج بشكل كبير. وقد انخفضت حالات شلل الأطفال المبلغ عنها من آلاف الحالات في عام 1987 إلى 42 حالة فقط في عام 2010. أطلقت الهند في عام 1995 برنامج التحصين الشامل ضد شلل الأطفال بهدف تغطية 100% تبعاً للمبادرة العالمية لاستئصال شلل الأطفال التي أطلقتها منظمة الصحة العالمية في عام 1988. سُجلت آخر حالات شلل الأطفال في الهند بولايتي البنغال الغربية وكجرات في 13 يناير 2011. أعلنت منظمة الصحة العالمية أن الهند أصبحت دولة خالية من شلل الأطفال بعد عدم الإبلاغ عن أي حالات جديدة لمدة خمس سنوات في 27 مارس 2014.

### النبض الوقائي لشلل الأطفال
تهدف مبادرة نبض شلل الأطفال إلى تغطية كل فرد في البلاد. تطمح للوصول إلى الأطفال في المجتمعات النائية من خلال خطة تعبئة اجتماعية محسنة.
- يجب ألا يفوت أي طفل التطعيم ولا يترك أي فرصة لحدوث شلل الأطفال.
- يتم الإبلاغ عن حالات الشلل الرخو الحاد في الوقت المناسب ويتم جمع عينات البراز منها في غضون 14 يومًا، ثم يتم إجراء تحصين الاستجابة للفاشية في أقرب وقت ممكن.
- الحفاظ على مستوى عال من المراقبة.
- أداء عمليات مسح جيدة حيث اختفى شلل الأطفال.[3]

### الخطوات المعنية
- إقامة أكشاك في جميع أنحاء الدولة.[3]
- بدء العمل في غرف التبريد، وغرف المجمدات، والمجمدات العميقة، والثلاجات المبطنة بالجليد، والصناديق الباردة لتوفير إمدادات ثابتة من اللقاحات للكبائن.
- ترتيب الموظفين والمتطوعين واللقاحات.
- ضمان مراقبة قنينة اللقاح على كل قنينة لقاح.
- تحصين الأطفال بلقاح شلل الأطفال الفموي في أيام التحصين الوطنية.
- التعرف على الأطفال المفقودين من عملية التحصين.
- مراقبة الفعالية.

كانت الدعاية واسعة النطاق واشتملت على استبدال نغمة رنين هيئة الاتصالات الوطنية برسالة توعية يوم التطعيم، وملصقات، ومواقع تلفزيونية وسينمائية، واستعراضات، وتجمعات، وتواصل بين متطوعين. تم إنشاء أكشاك التحصين، مع حملة من منزل إلى منزل للمجتمعات النائية.

## الصعوبات
يعاني الأطفال من ضعف وإسهال متكرر في بعض مناطق الهند مما يقلل من فعالية اللقاح. التغوط في العراء والفيضانات الموسمية ونقص معالجة المياه كلها عوامل ساهمت في تعرض الأطفال لفيروس شلل الأطفال بشكل أكبر. لذلك كانت هناك نسبة بأن الأطفال الذين تلقوا جرعات قليلة من اللقاح قد يصابون بالمرض. لهذا قدم البرنامج اللقاح مرارًا وتكرارًا لتعزيز المناعة وكإجراء وقائي ضد الحالات التي نقص تطعيمها. في البداية، لم يكن العديد من الآباء على دراية بأن حملة التطعيم كانت تهدف إلى القضاء على المرض، مما أدى إلى عدم فهمهم لزيادة كثافة التطعيم. بسبب عدد حالات التعطيم الكثيرة وإصابة بعض الذين تلقوا اللقاح انتشرت شائعات بأن اللقاح غير فعال.
ظهرت نتائج إيجابية لفيروس شلل الأطفال سببه اللقاح من النوع 2 في طفل يبلغ من العمر تسعة أشهر من نافي مومباي في 30 يوليو 2013، وكانت هذه الحالة الرابعة المسجلة في البلاد في ذلك العام. العديد من المناطق في الهند نائية وصعبة الوصول، وقد تعرض الناس في بعض المناطق لمعاملة سيئة وتمييز طبقي من قبل السلطات الصحية، مما حال دون وصول البرنامج إليهم وتطعيمهم. أحيانًا، أدت متطلبات التطعيم ضد شلل الأطفال إلى تقليل الوقت المتاح للعاملين في مجال الرعاية الصحية لتقديم خدمات أخرى. الغياب التام للخدمات الصحية المجانية باستثناء التطعيم ضد شلل الأطفال ووسائل منع الحمل أدى إلى انتشار شائعات بأن اللقاح يسبب العقم.
الشائعات حول اللقاحات تباينت حسب المنطقة، لكنها أدت إلى خطر أكبر من وجود مجموعة من الأطفال غير المطعمين. بعض الناس كانوا يعتقدون أن تطعيم الأطفال حديثي الولادة أو المرضى أو الذين تم تطعيمهم سابقًا غير آمن؛ فكانت حالة شلل أطفال في الهند كانت لفتاة لم تتلق اللقاح لأنها كانت مريضة. كما انتشرت شائعات بأن قطرات شلل الأطفال كانت مصنوعة من دم الخنزير أو الكلاب أو الفئران أو من دهون الخنازير.  تسبب ضعف مشاركة الأطباء والممرضات وصعوبة الحفاظ على اللقاح وشرائه وصعوبة شراء المركبات ونقص الدعم من أفراد المجتمع في حدوث مشكلات في البرنامج.

## الدعم
تم دعم الحملة من قبل منظمات بما في ذلك الحكومات الفيدرالية وحكومات الولايات الهندية والمؤسسات الدولية والمنظمات غير الحكومية. وهي جزء من المبادرة العالمية لاستئصال شلل الأطفال، بقيادة منظمة الروتاري الدولية ومنظمة الصحة العالمية واليونيسف والمراكز الأمريكية لمكافحة الأمراض والوقاية منها. تطوع الممثل أميتاب باتشان في الحملة، لتصوير البرامج التلفزيونية والإذاعية. دعمت فرق الكريكيت الهندية والأفغانية جهودها الوطنية والدولية للقضاء على شلل الأطفال.

## العلاقة بين معدلات شلل الرخو الحاد غير شلل الأطفال مع الجملة
ربطت دراسة رصدت البيانات حتى نهاية عام 2017 معدلات الشلل الرخو الحاد غير الشلل مع الحملة في الهند في الهند. وقامت المبادرة العالمية لاستئصال شلل الأطفال في عام 2005 بتكييف الشلل الرخو الحاد كأداة للترصد ووسعت نطاق تعريف حالات شلل الأطفال الرخو الحاد في الهند. يشمل تعريف الحالة الموسع أن أسباب الإصابة بفيروس نقص المناعة البشرية تشمل بما في ذلك متلازمة غيلان باريه والتهاب النخاع المستعرض والتهاب الأعصاب الرضحي والحالات الغامضة. تحاول منظمة الصحة العالمية التخلص التدريجي من استخدام لقاح شلل الأطفال الفموي الحي للقضاء على خطر تحور الفيروس النشط في اللقاح إلى شكل يمكن أن يضر بالأطفال غير المطعمين.